# Amtsgericht Greifenberg
Das Amtsgericht Greifenberg war ein preußisches Amtsgericht mit Sitz in Greifenberg, Provinz Pommern.

## Geschichte
In Greifenberg bestand von 1849 bis 1879 das Kreisgericht Greifenberg. Das königlich preußische Amtsgericht Greifenberg wurde mit Wirkung zum 1. Oktober 1879 als eines von 14 Amtsgerichten im Bezirk des Landgerichtes Stargard im Bezirk des Oberlandesgerichtes Stettin gebildet. Der Sitz des Gerichtes war Greifenberg. Sein Gerichtsbezirk umfasste den Kreis Greifenberg ohne die Teile, die dem Amtsgericht Treptow an der Rega zugeordnet sind. Aus dem Kreis Regenwalde den Stadtbezirk Plathe, die Amtsbezirke Plathe A und Wisbu, der Amtsbezirk Witzmitz ohne den Gemeinde- und Gutsbezirk Geiglitz, der Gemeindebezirk Kutzer und die Gutsbezirke Bandekow und Plathe aus dem Amtsbezirk Plathe B. Am Gericht bestanden 1880 zwei Richterstellen. Das Amtsgericht war damit ein mittelgroßes Amtsgericht im Landgerichtsbezirk. Gerichtstage wurden in Plathe gehalten.
Im Jahre 1945 wurden der größte Teil Pommerns, darunter der Sprengel des Amtsgerichtes Greifenberg, unter polnische Verwaltung gestellt und die deutschen Bewohner vertrieben. Damit endete die Geschichte des Amtsgerichts Greifenberg. Unter polnischer Verwaltung entstand das Sąd Rejonowy w Gryfinie (1950–1975: Sąd Powiatowy w Gryfinie).